# Być jak Erica
Być jak Erica (ang. Being Erica, 2009) – kanadyjski serial komediowy nadawany przez stację NBC od 5 stycznia 2009 r. W Polsce nadawany przez stację Hallmark Channel od 14 października 2009 roku podczas cyklu "kobiece wieczory". Serial stworzony przez Jana Sinyor, a wyprodukowany przez Temple Street Productions. Po rebrandingu Hallmark Channel obecnie nadawany przez Universal Channel.

## Opis fabuły
Serial opowiada o życiu tytułowej Ericki Strange (Erin Karpluk), dziewczynie żyjącej marzeniami, która już w szkole średniej marzyła o szczęśliwym życiu z tym jedynym i gromadką dzieci. Los jednak nie był tak miły a ona choć miała dobrą pracę, nie miała pomysłu na swoje życie. Ratunek przychodzi w postaci tajemniczego doktora Toma (Michael Riley), spotkanego w szpitalu terapeuty, który wydaje się dużo wiedzieć o Erice. Składa jej propozycję naprawy własnego życia, jednak od tej decyzji nie ma odwrotu. Zdesperowana Erika przystaje na jego warunki – i zostaje przeniesiona we własną przeszłość. Teraz musi pokierować tak swoim życiem aby było lepsze niż dotychczas.

## Obsada
- Erin Karpluk jako Erica Strange
- Joanna Douglas jako Samantha
- Tyron Leitso jako Ethan
- Cory Lee jako Chantel
- Adam MacDonald jako Josh
- Devon Bostick jako Leo
- Chris Gallinger jako Noah
- Paula Brancati jako Jenny
- Jon Cor jako Zach Creed
- Daniel DeSanto jako Lance
- Dillon Casey jako Ryan
- Reagan Pasternak jako Julianne Giacomelli
- John Bregar jako Barrett
- Anna Silk jako Cassidy
- Joanne Boland jako Alyson

## Spis odcinków
| Premiera odcinka | N/o | Polski tytuł                | Angielski tytuł                           |
| ---------------- | --- | --------------------------- | ----------------------------------------- |
|                  |     |                             |                                           |
| SERIA PIERWSZA   |     |                             |                                           |
|                  |     |                             |                                           |
| 14.10.2009       | 01  | Doktor Tom                  | Dr. Tom                                   |
|                  |     |                             |                                           |
| 21.10.2009       | 02  | Jestem kim jestem           | What I Am Is What I Am                    |
|                  |     |                             |                                           |
| 28.10.2009       | 03  | W morzu problemów           | Plenty of Fish                            |
|                  |     |                             |                                           |
| 04.11.2009       | 04  | Sekret z przeszłości        | The Secret of Now                         |
|                  |     |                             |                                           |
| 11.11.2009       | 05  | Wejście w dorosłość         | Adultescence                              |
|                  |     |                             |                                           |
| 18.11.2009       | 06  | Aż do śmierci               | Til Death                                 |
|                  |     |                             |                                           |
| 25.11.2009       | 07  | Wspaniały dzień             | Such a Perfect Day                        |
|                  |     |                             |                                           |
| 25.11.2009       | 08  | Relacje z matką             | This Be the Verse                         |
|                  |     |                             |                                           |
| 02.12.2009       | 09  | Kobiece zachcianki          | All She Ever Wanted                       |
|                  |     |                             |                                           |
| 02.12.2009       | 10  | Mi Casa, Su Casa Loma       | Mi Casa, Su Casa Loma                     |
|                  |     |                             |                                           |
| 09.12.2009       | 11  | Utrata kontroli             | She's Lost Control                        |
|                  |     |                             |                                           |
| 09.12.2009       | 12  | Erica, pogromczyni wampirów | Erica the Vampire Slayer                  |
|                  |     |                             |                                           |
| 16.12.2009       | 13  | Leo                         | Leo                                       |
|                  |     |                             |                                           |
| SERIA DRUGA      |     |                             |                                           |
|                  |     |                             |                                           |
|                  | 14  | Doktor Tom                  | Being Dr. Tom                             |
|                  |     |                             |                                           |
|                  | 15  | Królewska bitwa             | Battle Royale                             |
|                  |     |                             |                                           |
|                  | 16  | Mamma Mia                   | Mamma Mia                                 |
|                  |     |                             |                                           |
|                  | 17  | Rewolucja kulturalna        | Cultural Revolution                       |
|                  |     |                             |                                           |
|                  | 18  | Wszystko można              | Yes We Can                                |
|                  |     |                             |                                           |
|                  | 19  | Biurowy sekret              | Shhh...Don't Tell                         |
|                  |     |                             |                                           |
|                  | 20  | Na skróty                   | The Unkindest Cut                         |
|                  |     |                             |                                           |
|                  | 21  | Na moim pasku               | Under My Thumb                            |
|                  |     |                             |                                           |
|                  | 22  | Tam, gdzie płynie rzeka     | A River Runs Through It... It Being Egypt |
|                  |     |                             |                                           |
|                  | 23  | Czy mnie słyszysz, tatusiu? | Papa Can You Hear Me?                     |
|                  |     |                             |                                           |
|                  | 24  | Z góry na dół               | What Goes Up Must Come Down               |
|                  |     |                             |                                           |
|                  | 25  | Erica poważna na serio      | The Importance of Being Erica             |
|                  |     |                             |                                           |